# Otus mantananensis
El autillo de la Mantanani (Otus mantananensis), también conocido como autillo malayo sureño o autillo moluqueño, es una especie de ave estrigiforme de la familia Strigidae nativa de pequeñas islas entre Borneo y Filipinas.

## Subespecies
Varias subespecies han sido descritas, incluyendo la nominal de las islas Mantanani:
- O. m. cuyensis McGregor, 1904
- O. m. mantananensis (Sharpe, 1892)
- O. m. romblonis McGregor, 1905
- O. m. sibutuensis (Sharpe, 1893)

## Descripción
Mide unos 180 mm de largo, con una longitud de alar de unos 155 mm. Tiene un disco facial color ante con un estrecho borde oscuro. Las partes superiores son de color marrón oscuro con manchas pálidas en los escapularios y las partes inferiores son pálidas con rayas y barras oscuras. Tiene iris amarillo, patas y el pico grises y tarsos emplumados.

## Distribución
Se distribuye en pequeñas islas entre el estado malayo de Sabah en el norte de Borneo, como en el grupo de islas Mantanani, de las cuales la especie recibe su nombre común, y la isla de Palawan, incluyendo Calamien, Rasa y Ursula, así como las islas en el archipiélago de Sulu y el centro de Filipinas. Es bastante común en plantaciones de coco y otros hábitats boscosos, como masas de Casuarina equisetifolia, aunque el tamaño total de su área de distribución es pequeño, se estima en menos de 2000 km.